# Mu Coronae Borealis
Mu Coronae Borealis (6 Coronae Borealis) é uma estrela na direção da constelação de Corona Borealis. Possui uma ascensão reta de 15h 35m 14.90s e uma declinação de +39° 00′ 36.2″. Sua magnitude aparente é igual a 5.14. Considerando sua distância de 571 anos-luz em relação à Terra, sua magnitude absoluta é igual a −1.08. Pertence à classe espectral M2III.